# Stefan Arndt
Stefan Arndt est un producteur de cinéma allemand né le 28 juin 1961 à Munich, en Bavière (Allemagne).

## Biographie
Stefan Arndt est un des fondateurs du groupe "Sputnik-Kollektiv" à Berlin en 1984. Avec Tom Tykwer, il crée en 1992 la société de production "Liebesfilm". En 1994, Arndt et Tykwer créent, avec les cinéastes Dani Levy et Wolfgang Becker, la société de production "X Filme Creative Pool".
En 2003, il fait partie des fondateurs de la Deutsche Filmakademie, équivalent allemand de l'Académie des arts et techniques du cinéma. Il la préside de 2003 à 2009.

## Filmographie
- 1994 : Maria la maléfique de Tom Tykwer
- 1995 : Stille Nacht de Dani Levy
- 1997 : La vie est un chantier de Wolfgang Becker
- 1997 : Les Rêveurs de Tom Tykwer
- 1998 : Absolute Giganten de Sebastian Schipper
- 1998 : Meschugge (de) de Dani Levy
- 1998 : Cours, Lola, cours de Tom Tykwer
- 2000 : Paul Is Dead (de) de Hendrik Handloegten
- 2001 : La Princesse et le Guerrier de Tom Tykwer
- 2001 : Herz de Horst Sczerba
- 2001 : Wie Feuer und Flamme (de) de Connie Walther
- 2001 : Un nouveau départ de Michael Klier
- 2002 : Heaven de Tom Tykwer
- 2003 : Good Bye, Lenin! de Wolfgang Becker
- 2004 : Une famille allemande d'Oskar Roehler
- 2004 : Jargo (de) de María Sólrún Sigurðardóttir
- 2004 : Parfum d'absinthe d'Achim von Borries
- 2004 : Soundless de Mennan Yapo
- 2005 : Un été à Berlin d'Andreas Dresen
- 2005 : Imagine Me and You d'Ol Parker
- 2006 : Der die Tollkirsche ausgräbt (de) de Franka Potente
- 2007 : Mon Führer : La Vraie Véritable Histoire d'Adolf Hitler de Dani Levy
- 2007 : Liebesleben (de) de Maria Schrader
- 2007 : Les Trois Brigands de Hayo Freitag
- 2007 : Mongol de Sergueï Bodrov
- 2008 : Alter und Schönheit (de) de Michael Klier
- 2009 : L'Enquête de Tom Tykwer
- 2009 : Lulu & Jimi (de) d'Oskar Roehler
- 2009 : Le Ruban blanc de Michael Haneke
- 2009 : La Comtesse de Julie Delpy
- 2010 : Trois (Drei) de Tom Tykwer
- 2011 : 4 jours en mai d'Achim von Borries
- 2012 : Tapage nocturne (Nachtlärm) de Christoph Schaub
- 2012 : Little Thirteen (de) de Christian Klandt
- 2012 : Amour de Michael Haneke
- 2012 : Cloud Atlas de Lana et Andy Wachowski et Tom Tykwer
- 2013 : Hai-Alarm am Müggelsee (de) de Leander Haußmann et Sven Regener
- 2013 : Quellen des Lebens (de) d'Oskar Roehler
- 2014 : The Dark Valley (Das finstere Tal) d'Andreas Prochaska
- 2015 : A Hologram for the King (Ein Hologramm für den König) de Tom Tykwer
- 2015 : À mort les hippies !! Vive le punk ! d'Oskar Roehler
- 2015 : Moi et Kaminski (Ich und Kaminski) de Wolfgang Becker
- 2016 : Seul dans Berlin (Alone in Berlin / Jeder stirbt für sich allein) de Vincent Perez

## Distinctions
- BAFTA 2000 : nomination de Cours, Lola, cours pour le BAFA du meilleur film en langue étrangère
- BAFTA 2004 : nomination de Good Bye Lenin! pour le BAFA du meilleur film en langue étrangère
- BAFTA 2010 : nomination de Le Ruban blanc pour le BAFA du meilleur film en langue étrangère
- Oscars 2013 : nomination de Amour pour l'Oscar du meilleur film